# La Loma, Senguio
La Loma är en ort i Mexiko.   Den ligger i kommunen Senguio och delstaten Michoacán de Ocampo, i den södra delen av landet, 130 km väster om huvudstaden Mexico City. La Loma ligger 2 588 meter över havet och antalet invånare är 421.
Terrängen runt La Loma är lite bergig. Runt La Loma är det ganska tätbefolkat, med 166 invånare per kvadratkilometer. Närmaste större samhälle är El Oro de Hidalgo, 17,4 km öster om La Loma. I omgivningarna runt La Loma växer i huvudsak blandskog.